# Canale della Giudecca
Il canale della Giudecca (anticamente detto Vigano) è, assieme al Canal Grande, uno dei maggiori canali che sfociano nel bacino di San Marco, a Venezia. Lungo circa 4 km, profondo da un minimo di 4,1 a un massimo di 12 metri, e largo da un minimo di 244 e un massimo di 450 metri, è posto tra l'isola omonima della Giudecca e il sestiere di Dorsoduro, estendendosi dall'isola di San Giorgio Maggiore al Bacino di San Marco e vi possono transitare normalmente grandi navi da crociera dirette al porto.
Tra le maggiori costruzioni che vi si affacciano vi sono il molino Stucky, la chiesa del Redentore e la chiesa delle Zitelle dal lato della Giudecca, la basilica di Santa Maria della Salute e la chiesa dei Gesuati sulla Fondamenta delle Zattere dal lato di Dorsoduro.

## Galleria d'immagini

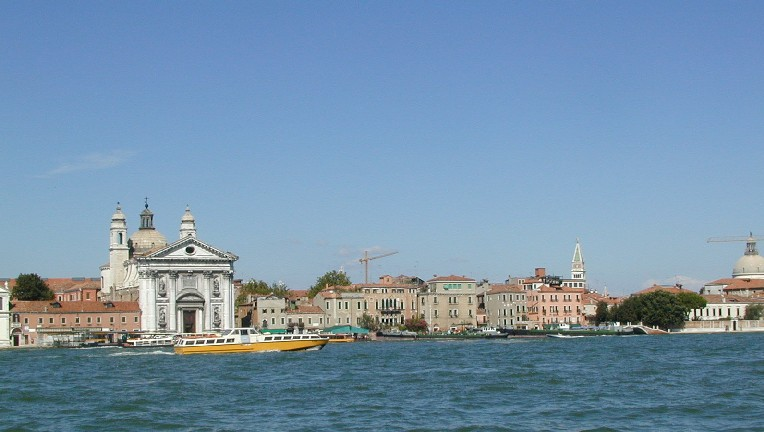
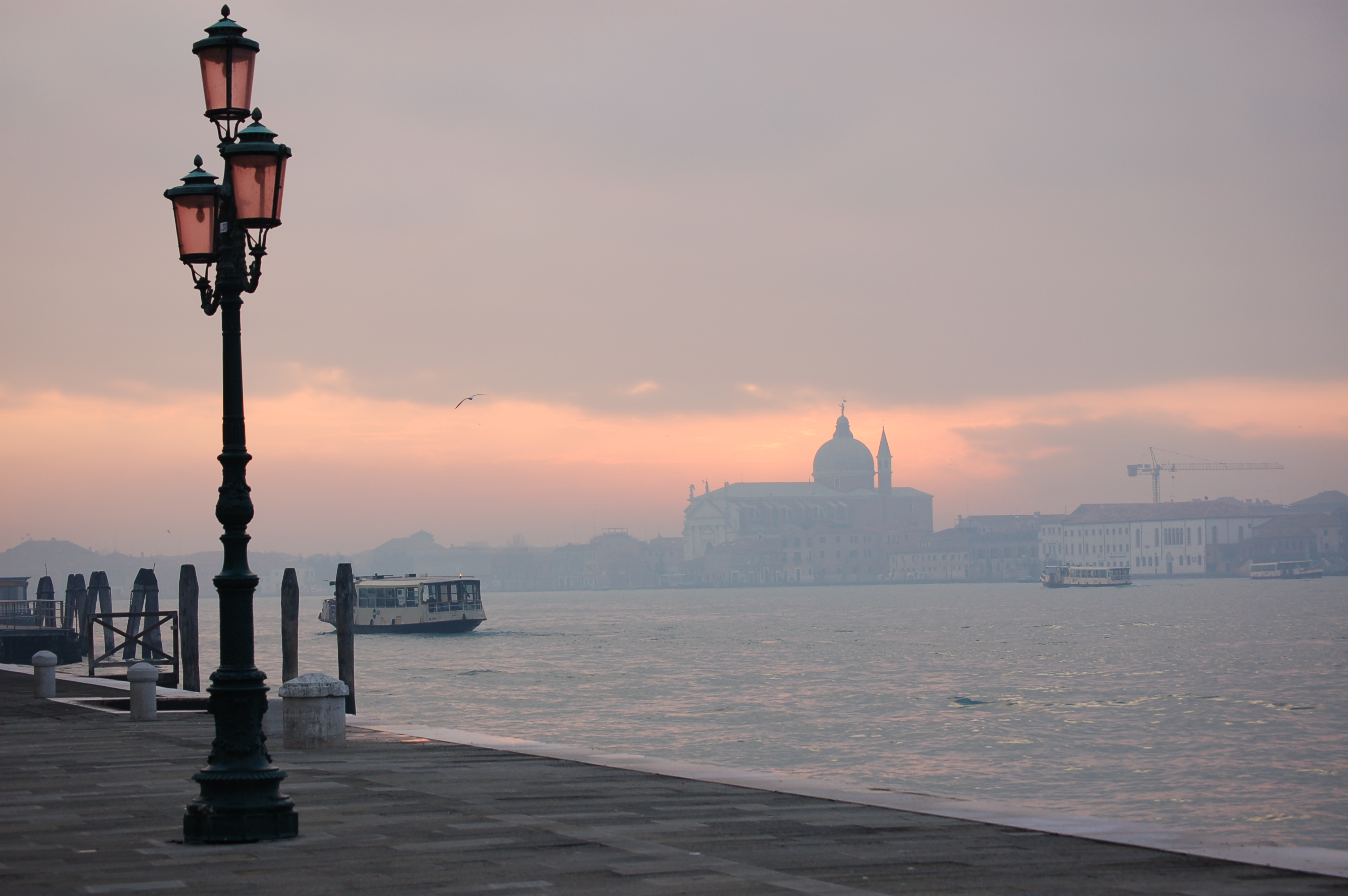